# Anma

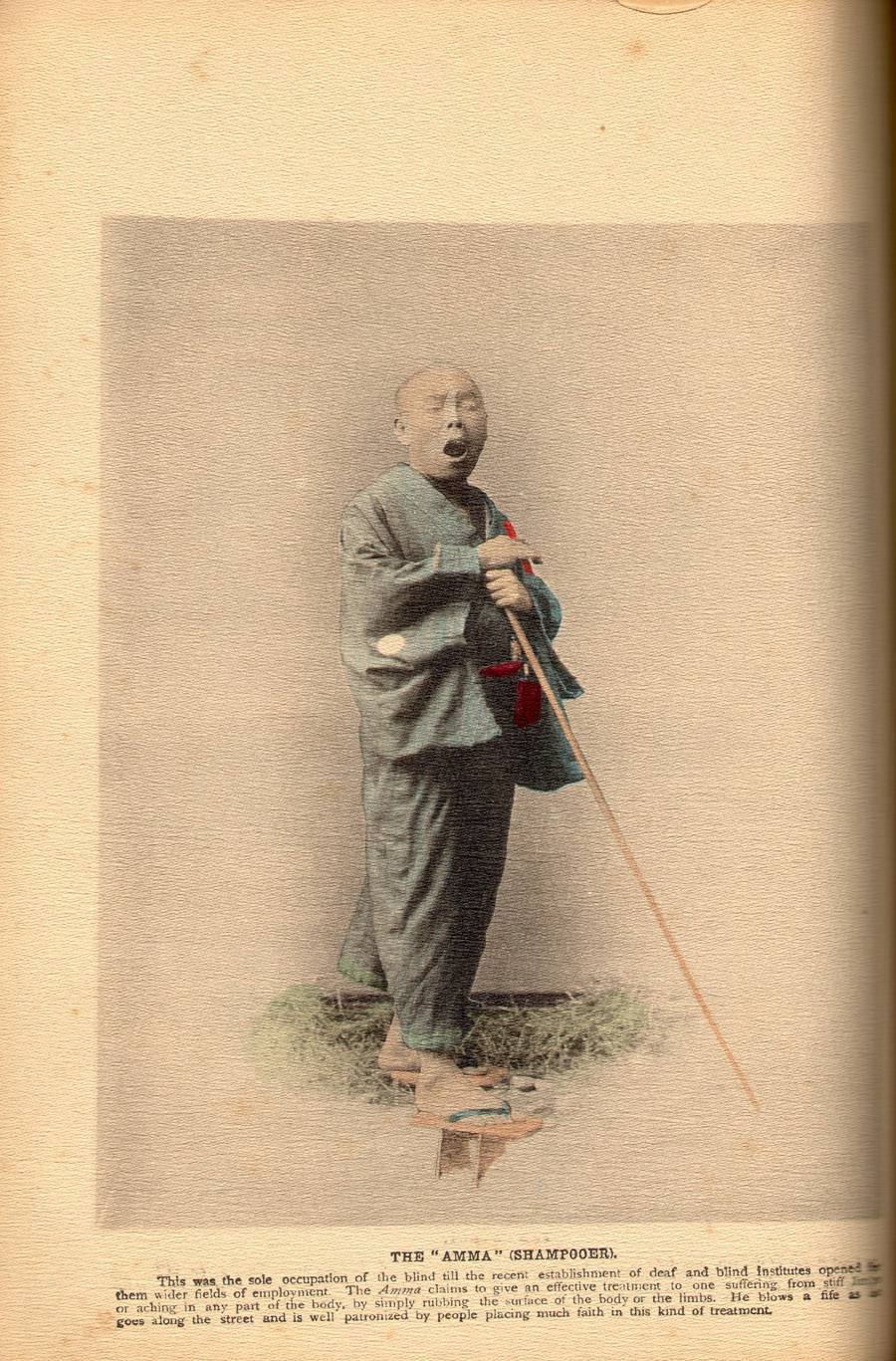
Meiji-kori anma fényképe

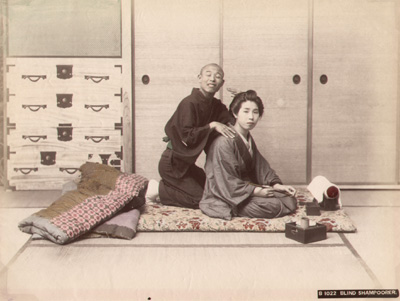
Egy vak gyakorló és egy nő. Az anma gyakorlása, és a zene volt a népszerű elfoglaltsága a vakoknak, egészen a süket és halláskárosultakkal foglalkozó intézmények megjelenéséig az 1870-es években, ami megnyitotta számukra az utat több foglalkozás végzéséhez.

Az anma kifejezés (japánul: 按摩) a tradicionális japán masszázs egyik fajtájára és az ennek művészetét gyakorló szakemberre is utal. A modern shiatsu is nagyrészt az anma alapjaira épül.

## Történet
Az anma minden bizonnyal kínai eredetű, alapjául pedig a Tui Na szolgál. A Tui Na technikák a Nara-kor idején (710–793), más, hagyományos kínai orvoslási technikákkal együtt érkeztek Japánba, ahol főleg a kormány által fenntartott kórházakban alkalmazták őket. Az anma egyedülálló rendszerét Akashi Kan Ichi fejlesztette ki 1320-ban.

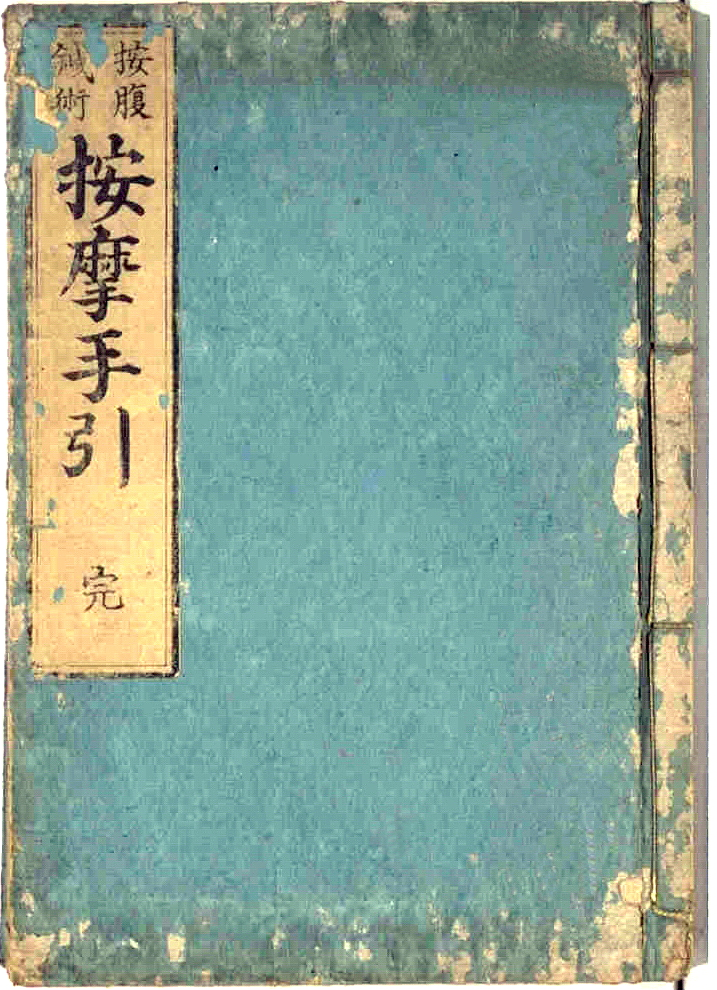
Az Anma Tebiki borítója.

Az anmát a 17. században egy akupunktőr, Sugiyama Waichi tette népszerűvé. Ezzel egyidőben megjelentek az első könyvek is a témában, köztük a Fujibayashi Ryohaku által jegyzett Anma Tebiki („Az anma kézikönyve”) The Fujibayashi school is the foundation of modern anma. A Fujibayashi-iskola tette le a modern anma alapkövét. Az anmák (masszőrök) gyakran nomádok közül kerültek ki, akik mobil masszázshelyszíneken keresték a kenyerüket, közvetítőiknek pedig jutalékot fizettek. A 19. században az anma megítélése valamelyest megszenvedte az urbánus japán ukiyo életstílussal való azonosítást, emiatt már nem említették a jó nevű terápiás módszerek között.
A Meidzsi-kor idején a nyugati orvoslás megjelenése tovább csorbította az anma dicsőségét. Számos technikája a shiatsuba és nyugati masszázsmódszerekbe épült be. Ennek ellenére az anma orvosi alkalmazására vonatkozóan a tokiói Kyoiku Egyetemen továbbra is folynak kutatások. Japánban az anmát még ma is a shiatsutól függetlenül alkalmazzák. A szakemberek működési engedélyüket a helyi prefektúrák egészségügyi tanácsától szerezhetik be.

## Vak gyógyítók
Sugiyama korától kezdve az anma neve szorosan összefonódott a vakság fogalmával. Sugiyama, aki maga is vak volt, számos orvosi iskolát alapított látássérültek számára, ahol ezt a technikát oktatták. A Tokugava-kor során kiadott rendeletek kizárólag világtalanok számára engedélyezték az anma alkalmazását; a látók számára tiltott volt ennek a művészetnek a gyakorlása. Ennek eredményeképpen a “vak anma” a japán kultúra egyik elterjedt toposzává vált. A vak közösség nagy része a modernkori Japánban is jellemzően ebben a szakmában dolgozik.
A II. világháború után, amikor a szövetségesek megszállták Japánt, MacArthur tábornok az anma gyakorlását (a japán kultúra sok egyéb vonatkozásával együtt) betiltotta. A tiltás hatására a Japánban élő vak közösség nagy része elveszítette megélhetési forrását. Amikor Helen Keller írónő és vakjogi aktivista erről tudomást szerzett, közbenjárt az Egyesült Államok kormányánál, aminek hatására a tilalmat feloldották.
Az elmúlt években egy kitalált karakter, Zatoichi, a vak kardos tette ismertté Nyugaton a “vak anma” fogalmát. A vak anmákat a japán filmművészetben is előszeretettel alkalmazzák komikus hatás elérésére.

## Technikák
Az anma mindennapi masszázstechnikákat használ, úgymint a gyúrás, dörzsölés, kopogtatás és rázogatás. Ezekkel a test vitális pontjait és meridiánjait célozzák. A hét hagyományos technika a következő: nyomás/simogatás, markolás/gyúrás, erősítés, préselés, rezegtetés, kopogtatás és a „kéz zene”. Ezen kívül alkalmaznak még úgynevezett hasi masszázst (按腹 ampuku), amelyet Shinsai Ota fejlesztett ki a 17. században. Ez egy különösen erőteljes masszázstípus, amely markoló mozdulatokkal növeli az izmok és a mélyebben fekvő szövetek vérellátását, ököllel pedig erős akupresszúrás nyomást is alkalmaznak. A kezelés általában nem közvetlenül a bőrön, hanem ruhán keresztül történik.